# پولا
پولا (به کرواتی: Pula) شهری در ایستریا کشور کرواسی است که جمعیت آن در سال ۲۰۱۱ میلادی ۵۵٬۹۸۱ نفر بوده‌است.

## پیشینه
دیرینگی شهر پولا به سه هزار سال پیش بازمی‌گردد و بازمانده‌های امپراتوری روم در آن دیده می‌شود. آمفی‌تئاتر (استادیوم) پولا با دیرینگی دو هزار ساله بسیار شبیه کولوسئوم رم است و می‌توان آن را جاذبه اصلی گردشگری شهر نامید. کولوسئوم پولا گنجایش ۲۰۰۰۰ تماشاچی را دارد که در زمان فرمانروایی رومیان محل نبرد گلادیاتورها و جایگاه اجتماعات مردم شهر بوده‌است. خیابان‌های پولا سراسر سنگفرش شده و بافت قدیمی آن شکل باستانی خود را کاملاً نگاه داشته‌است. در کنار این بنا می‌توان به دژ تاریخی شهر، موزه جنگ، کلیسای جامع و آثار بر جای مانده از دوران امپراتوری رم نام برد.

## نگارخانه

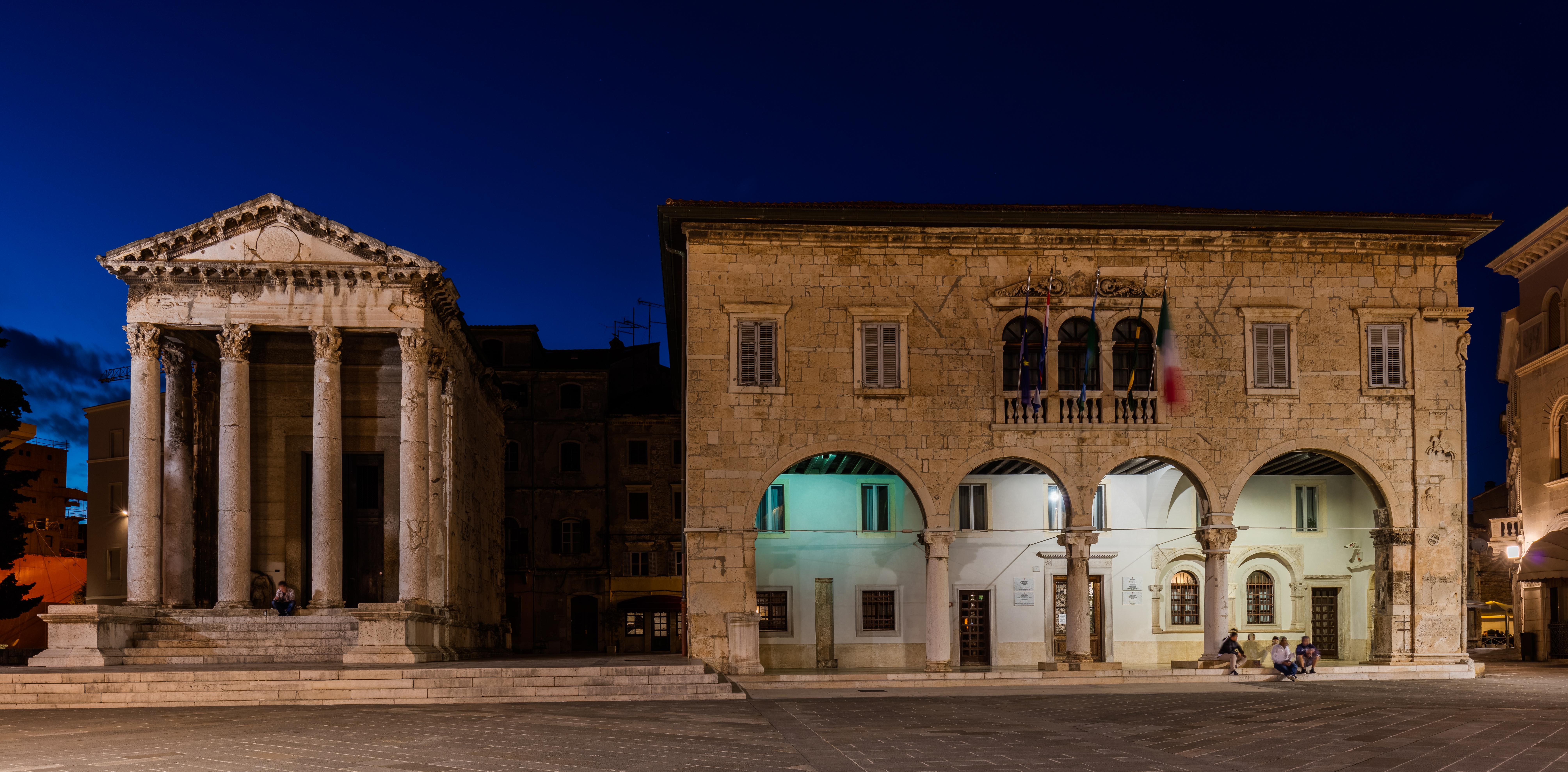
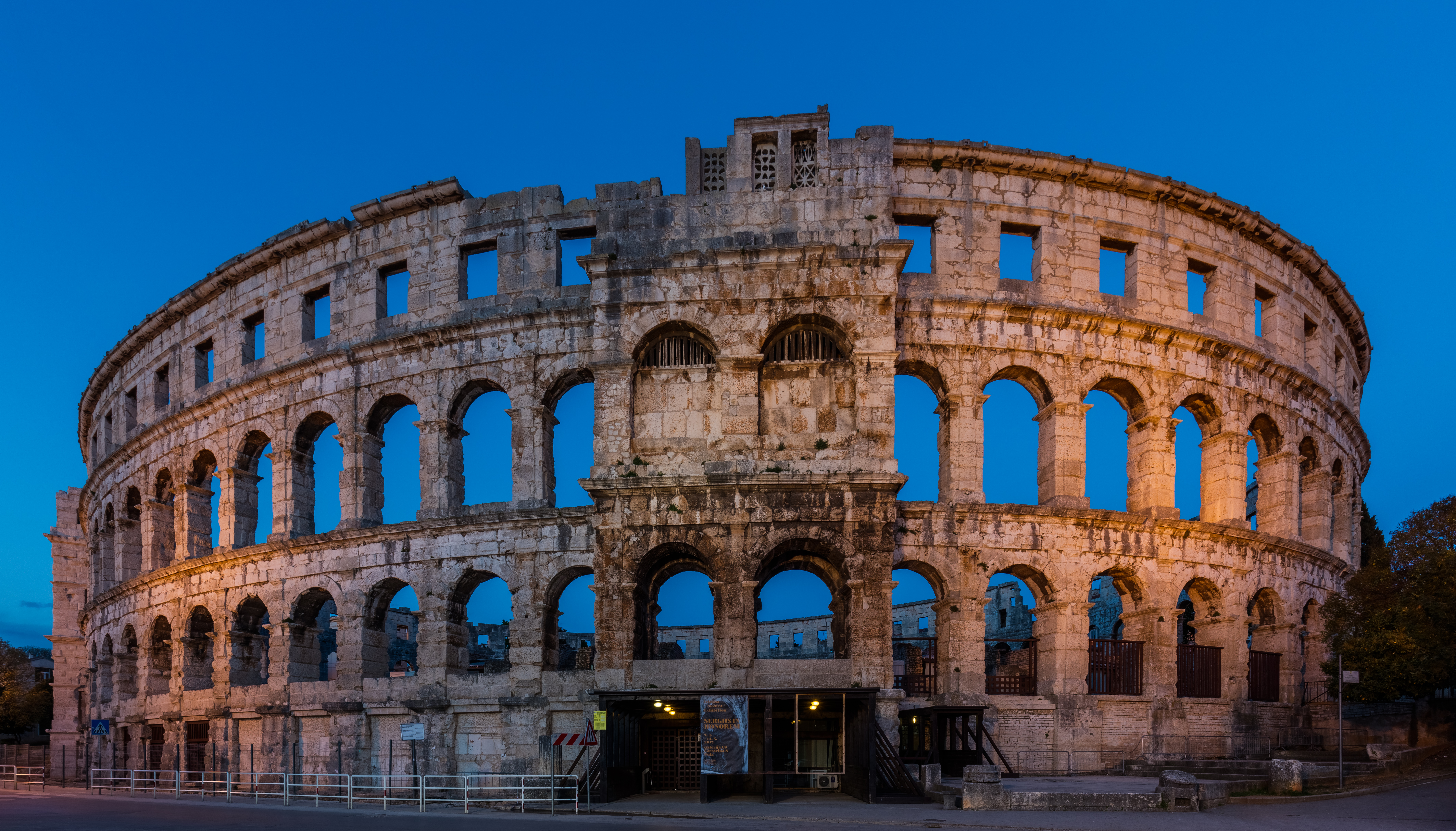
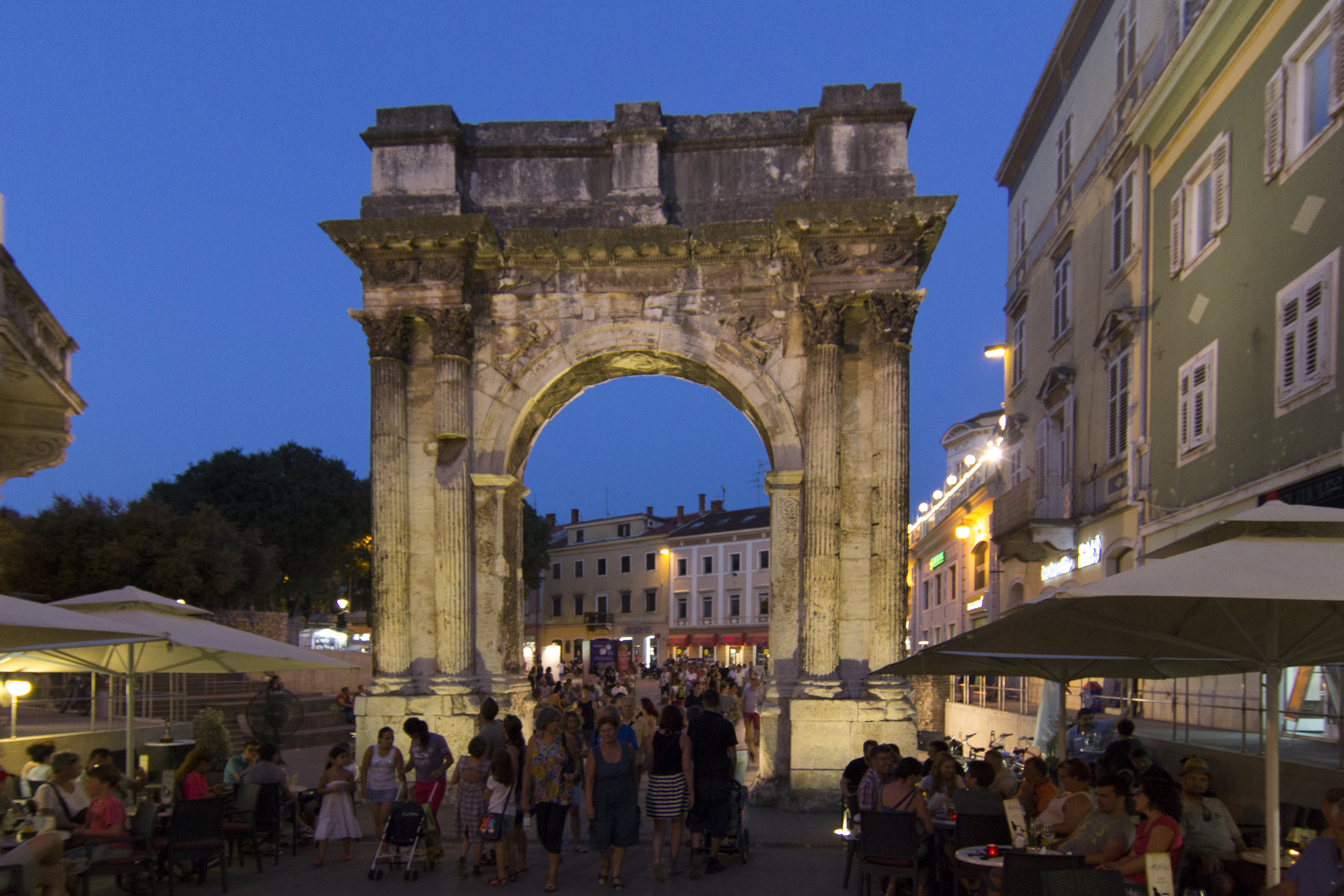
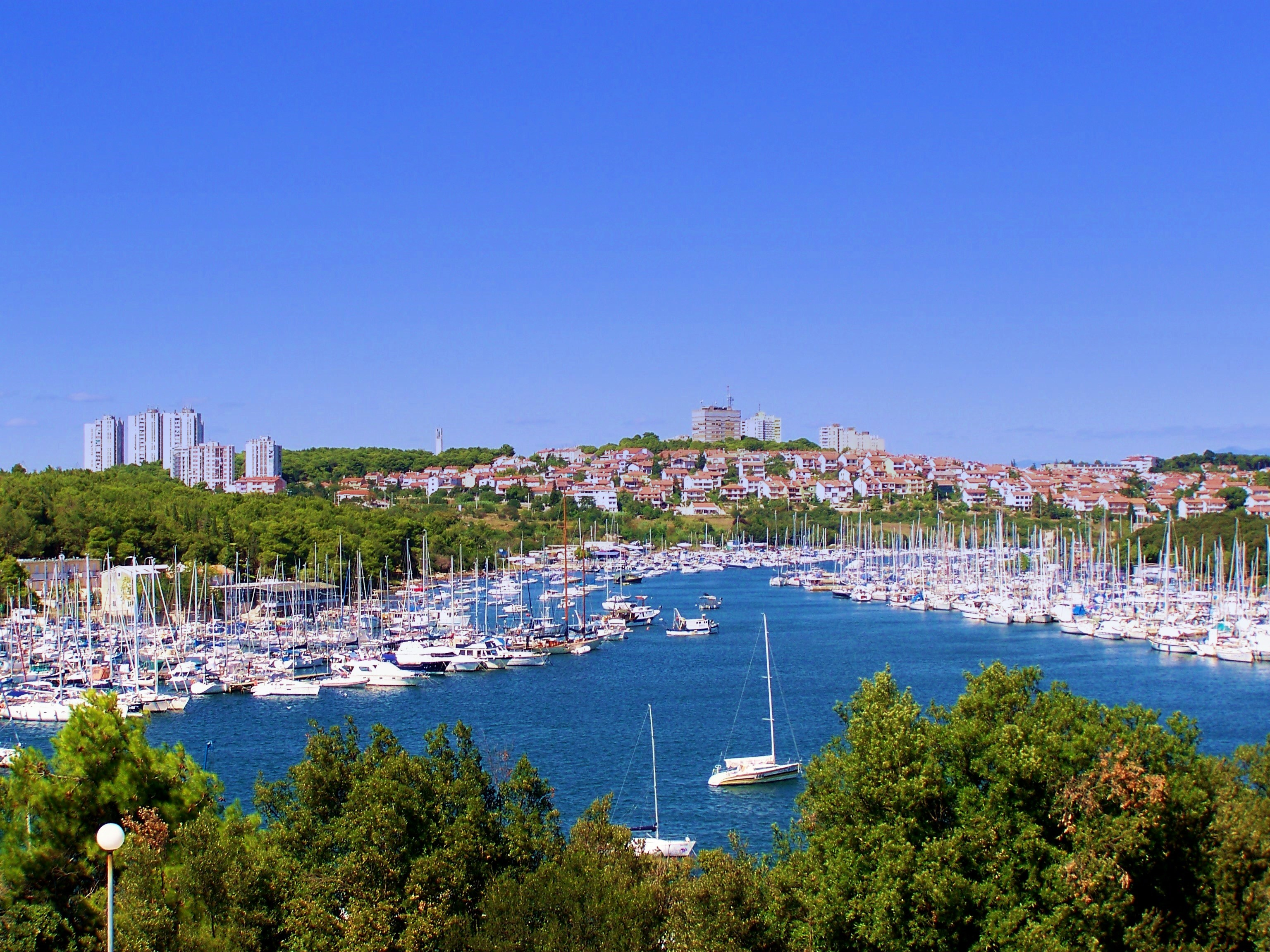
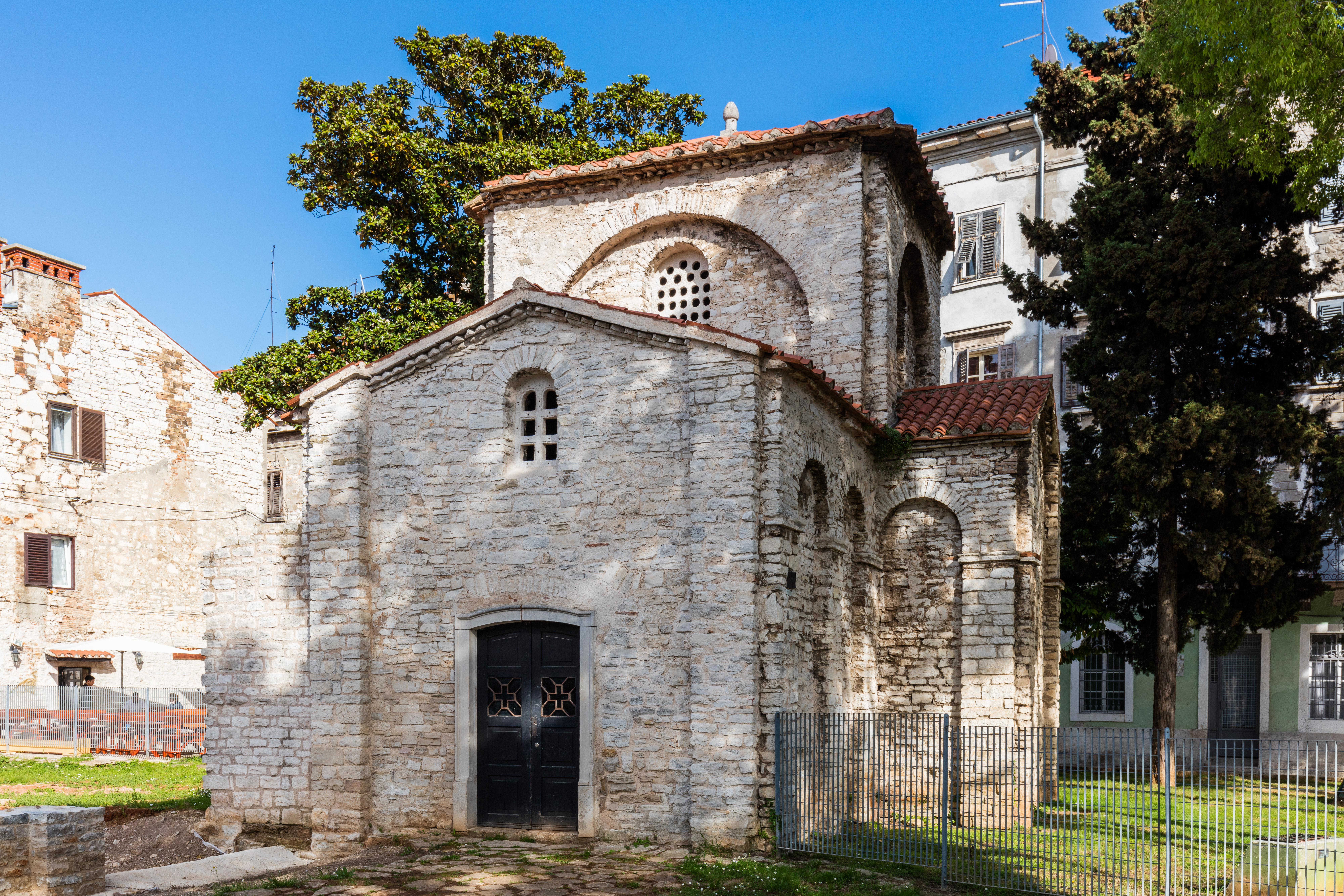
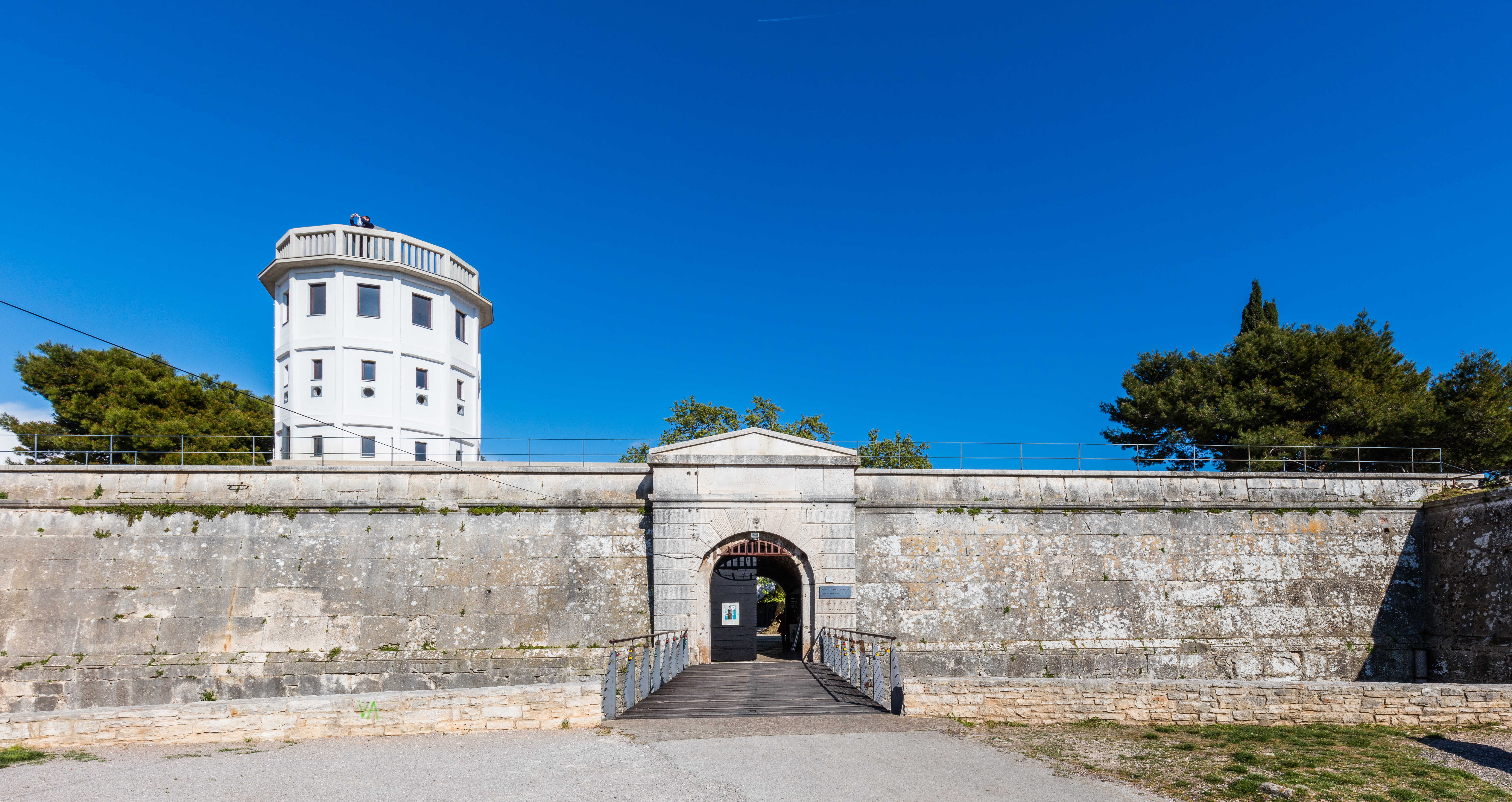
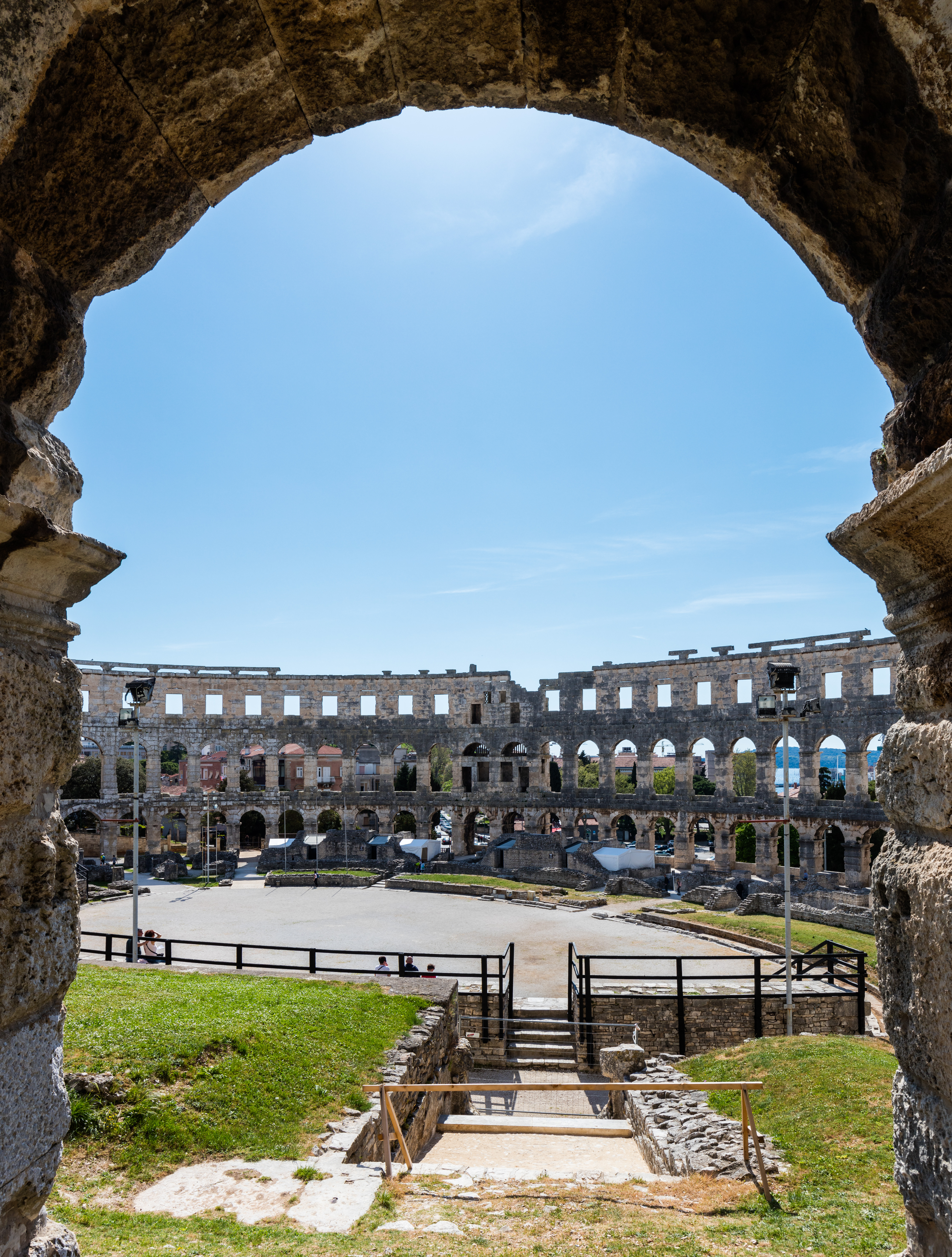
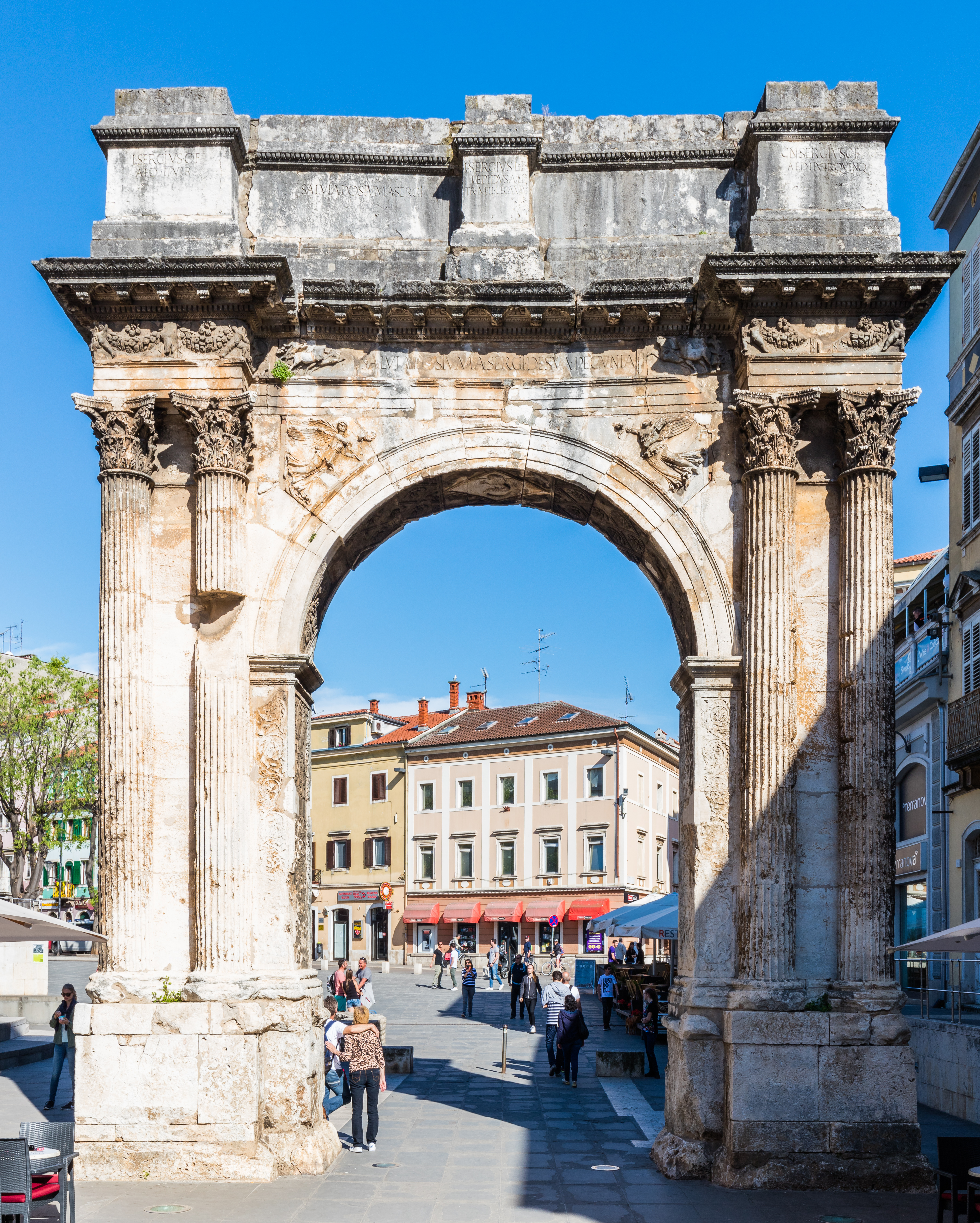
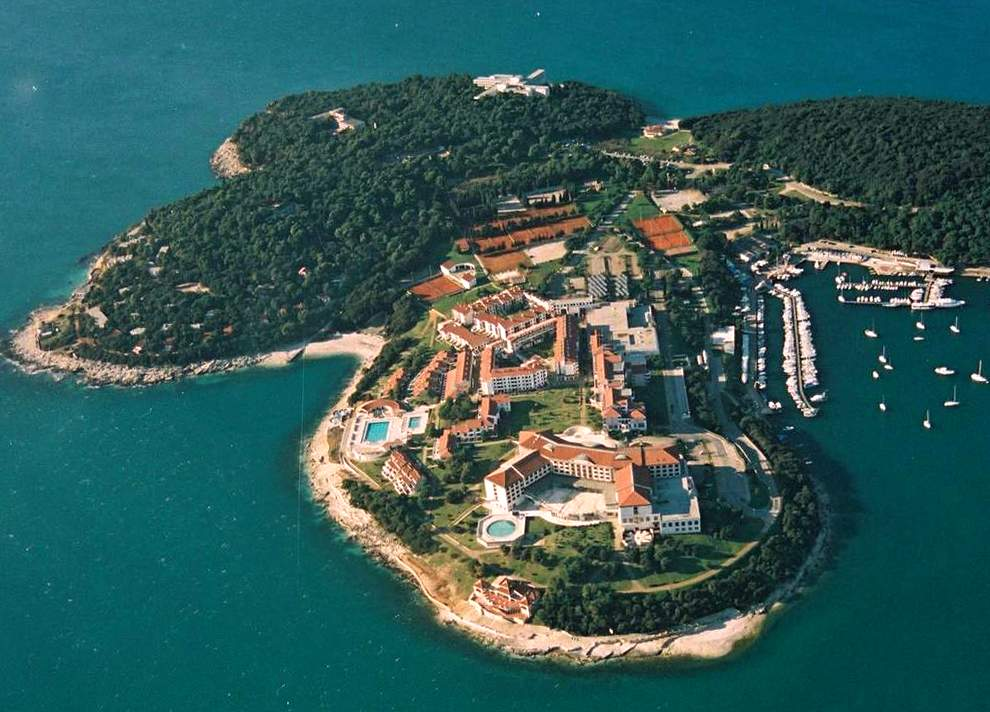
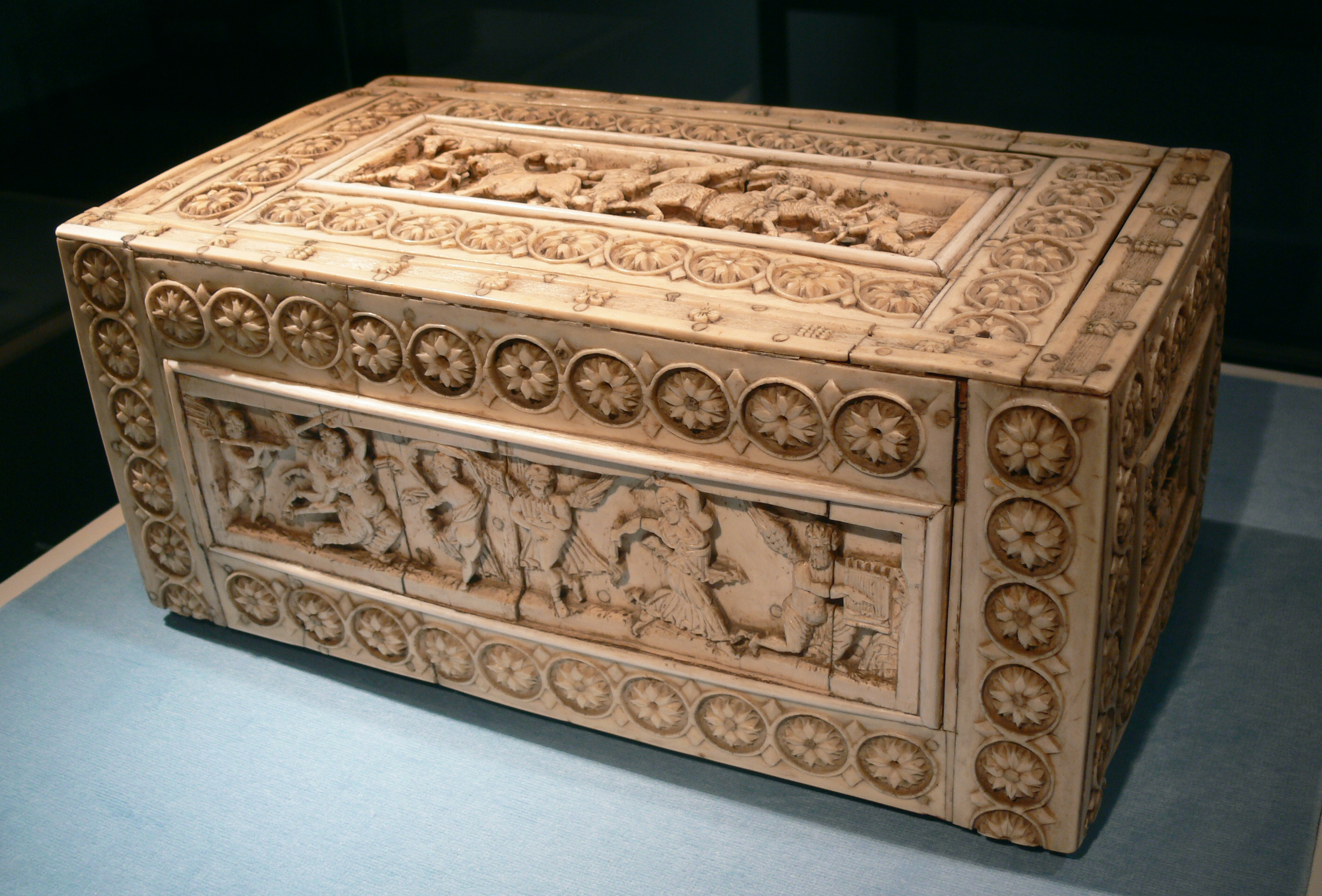
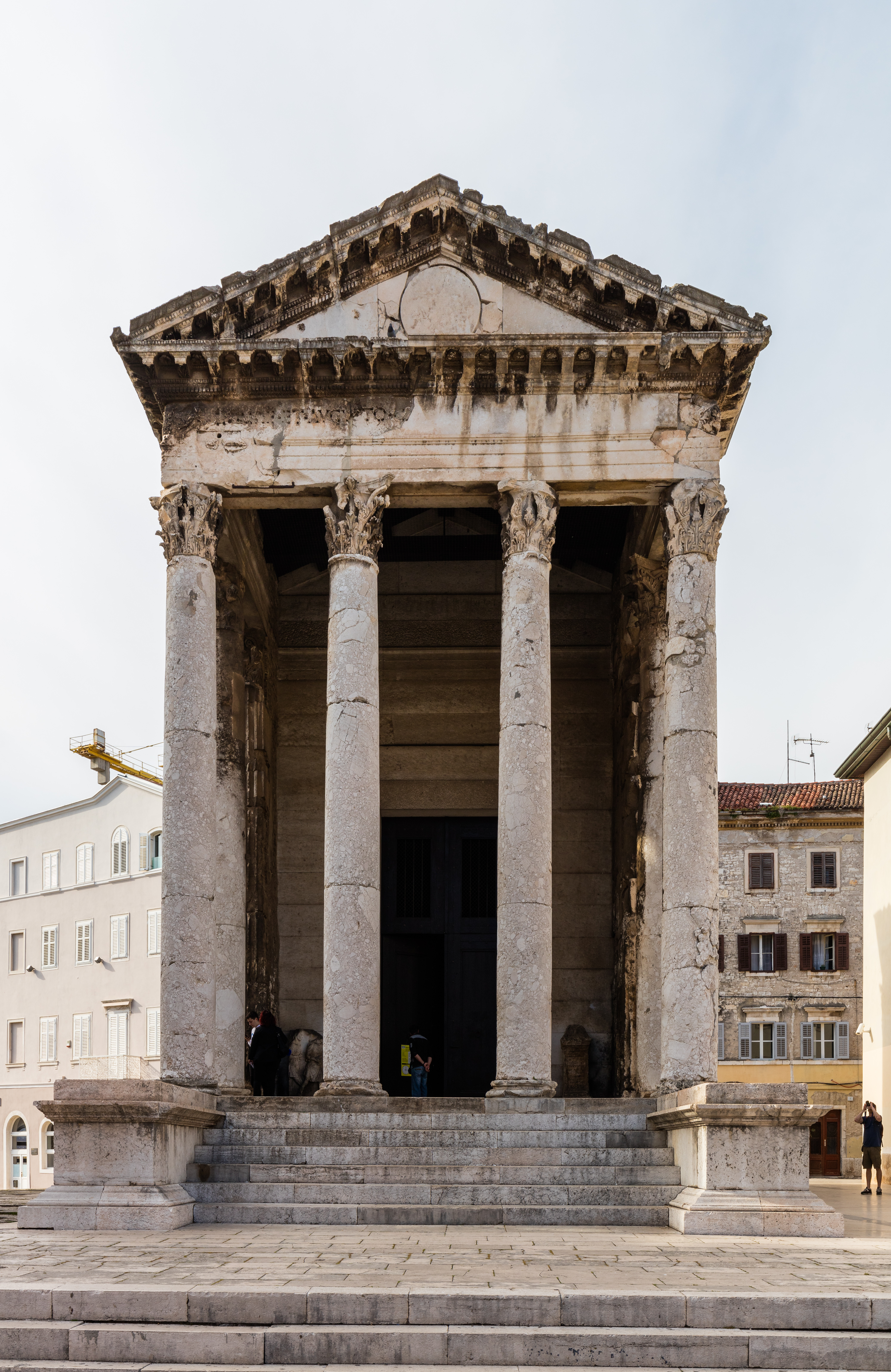
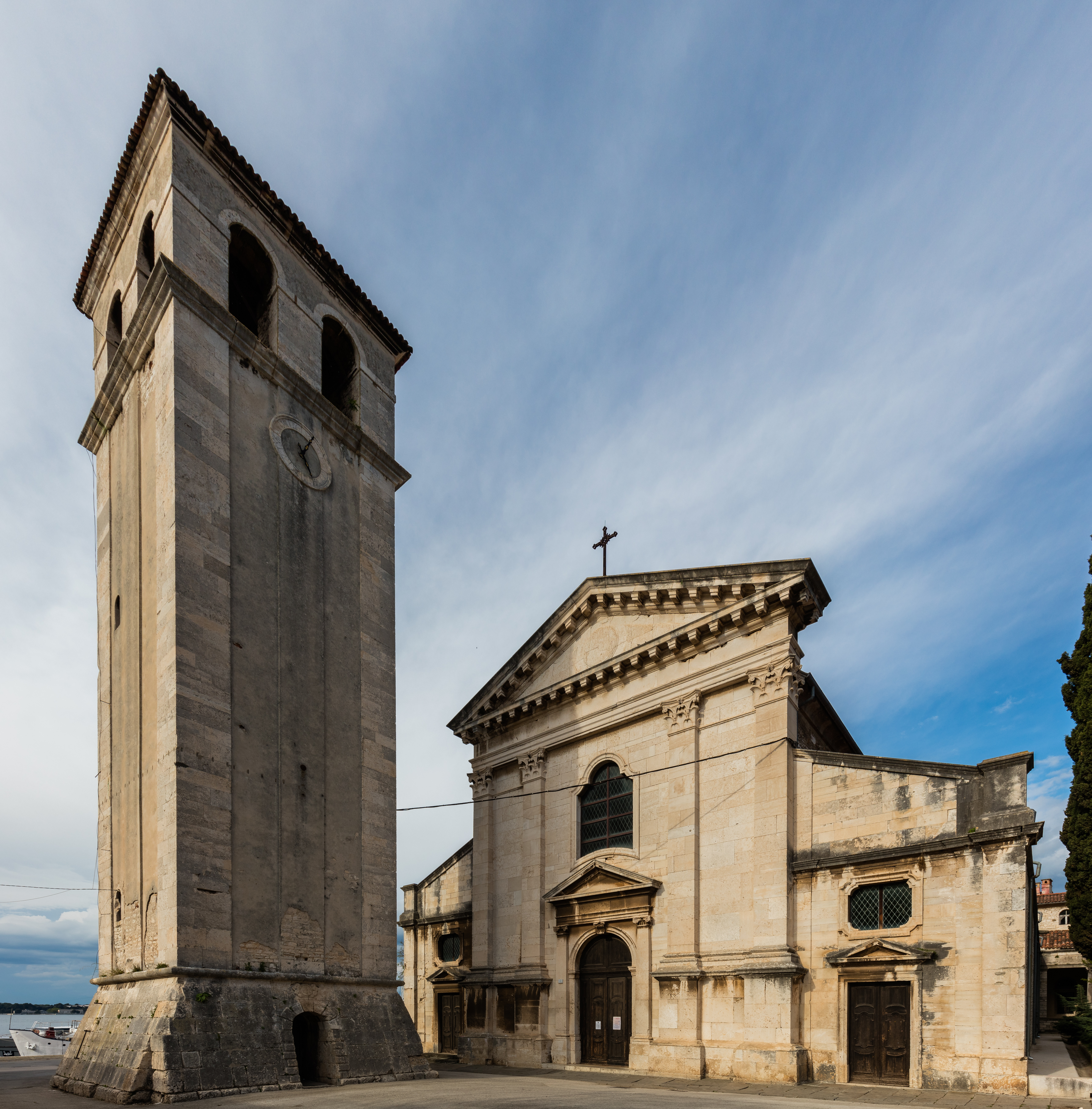
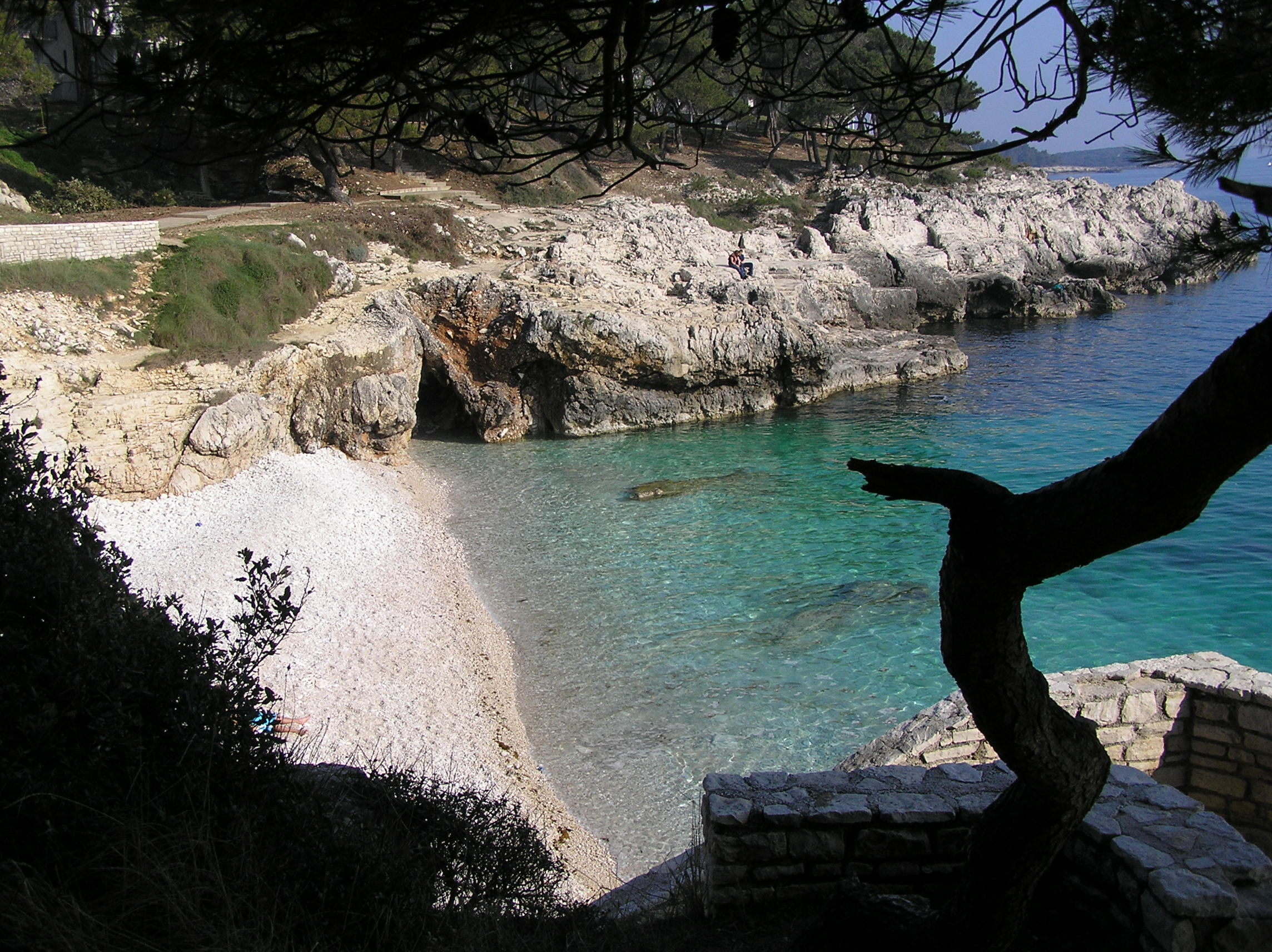
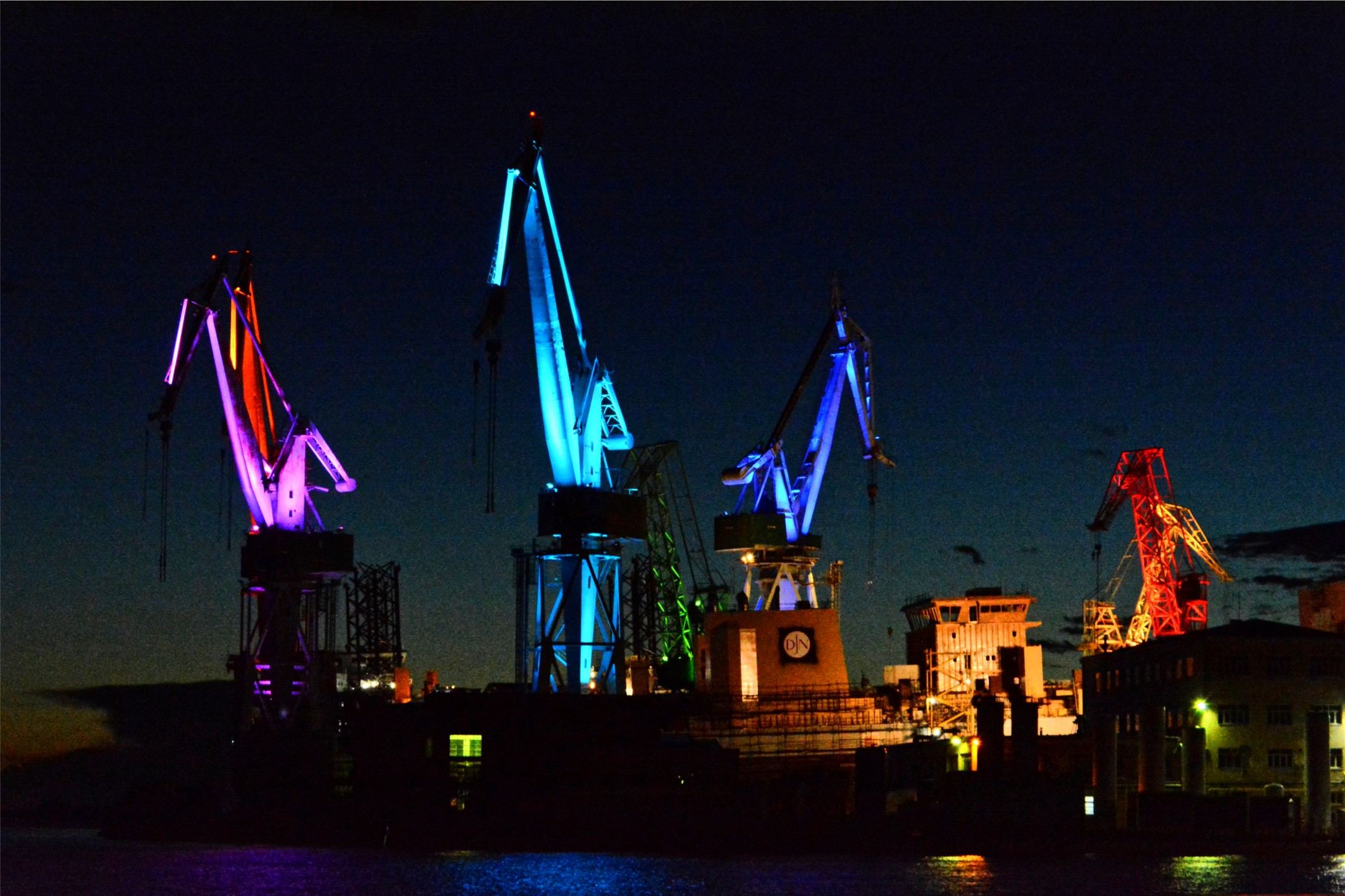
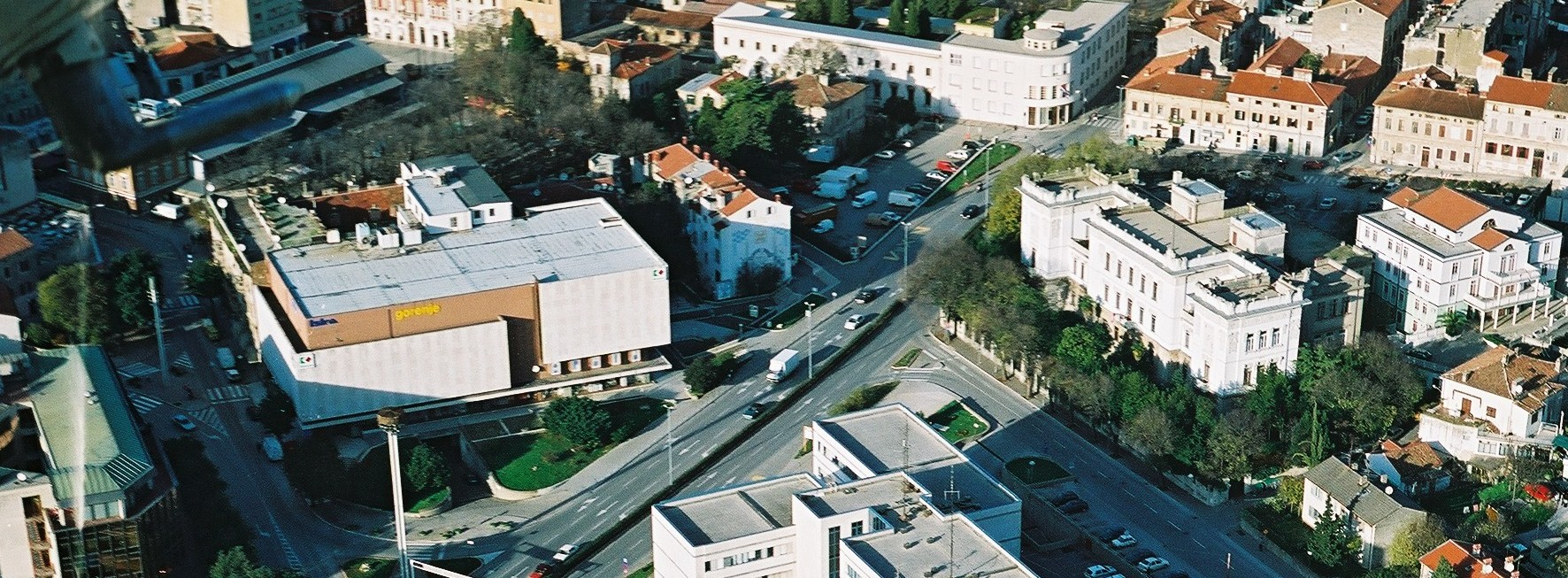
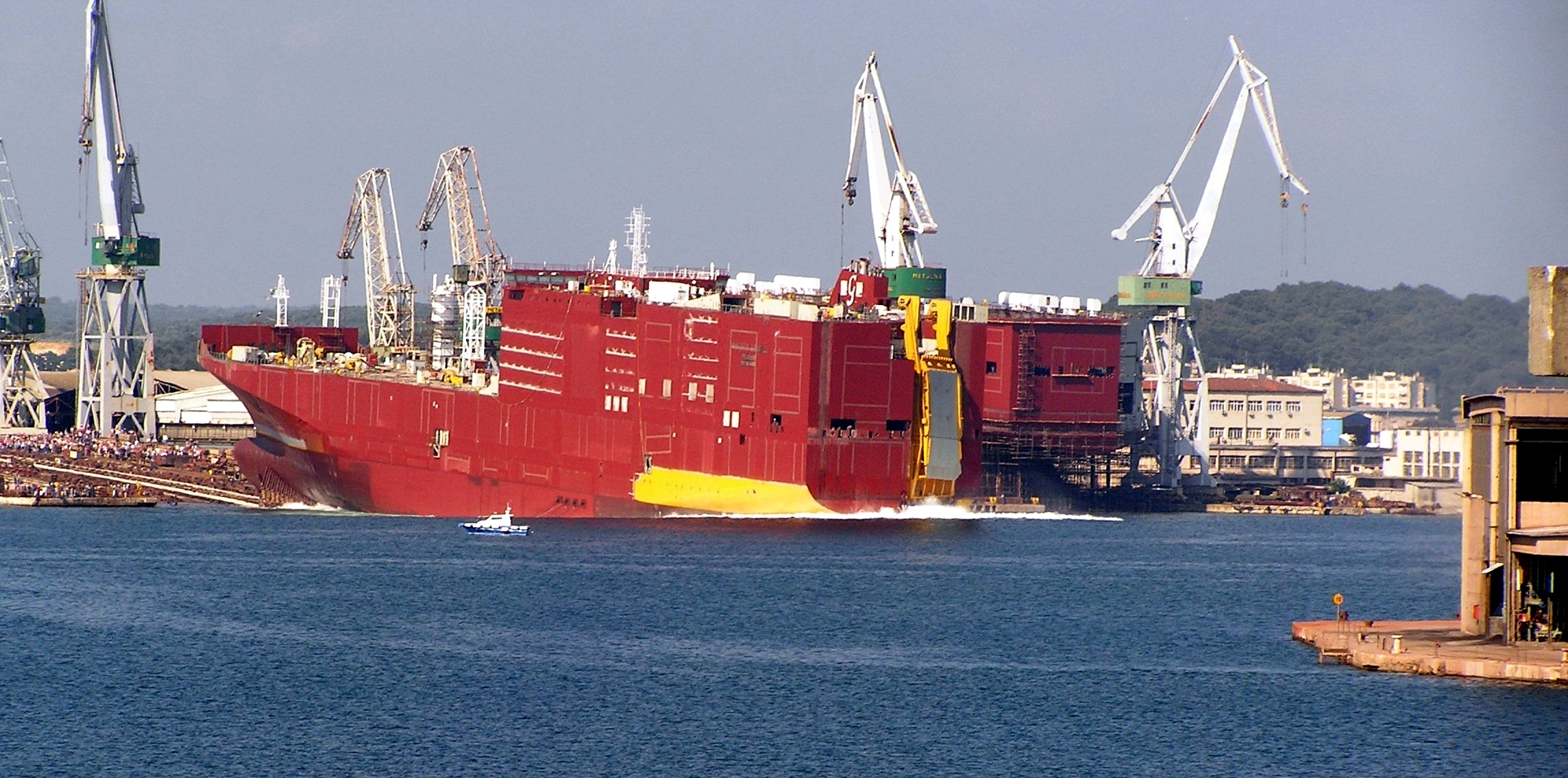
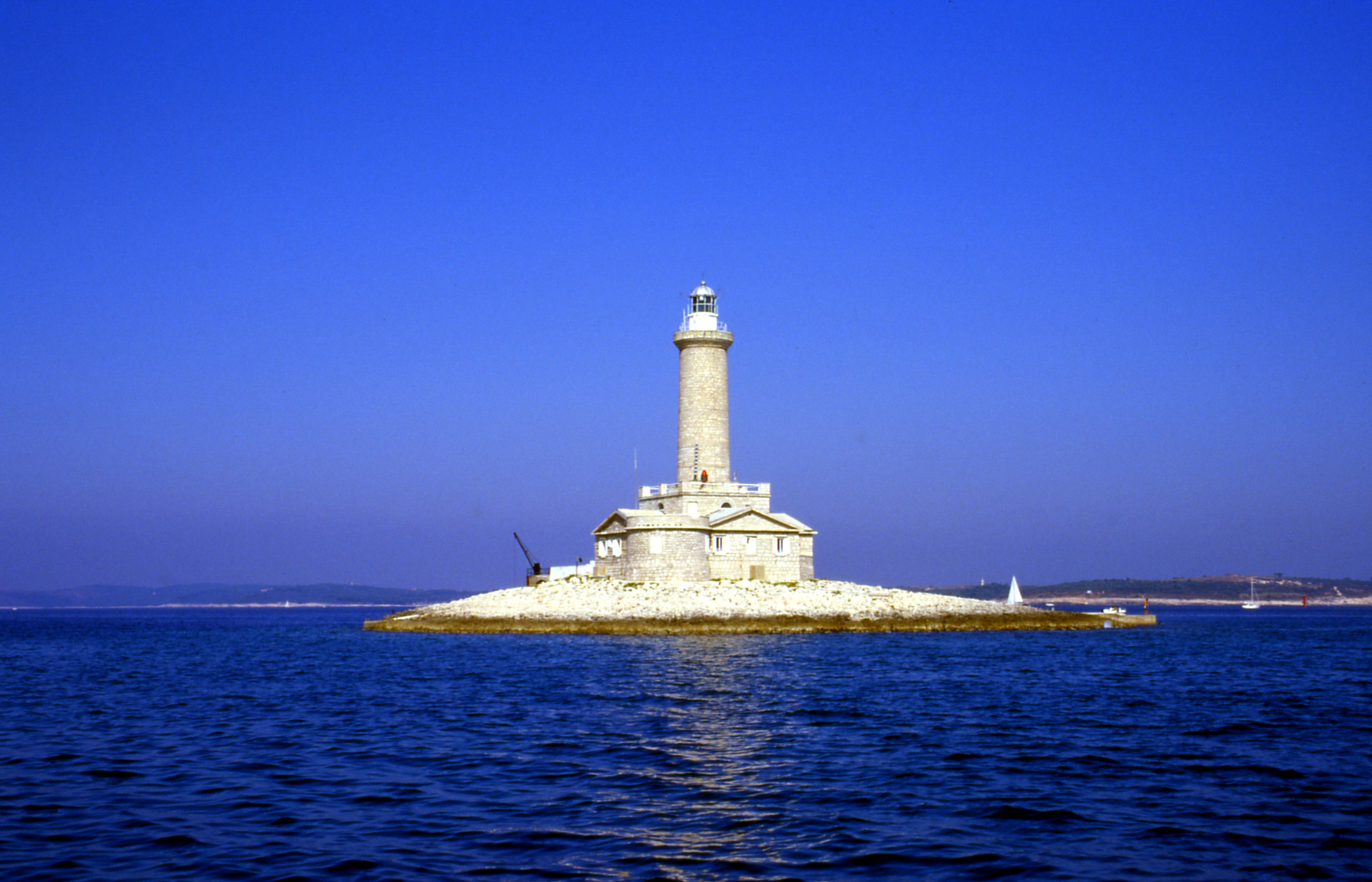